# Lichmera
Lichmera é um género de ave da família Meliphagidae.
Este género contém as seguintes espécies:
- Lichmera lombokia
- Lichmera argentauris
- Lichmera limbata
- Lichmera indistincta
- Lichmera incana
- Lichmera squamata
- Lichmera alboauricularis
- Lichmera deningeri
- Lichmera monticola
- Lichmera flavicans
- Lichmera notabilis